# Israel Novaes
Israel Eve Sales de Novaes, znany bardziej jako Israel Novaes (ur. 28 kwietnia 1990 w Breves) – brazylijski wokalista i kompozytor (muzyka sertaneja). W swoim kraju zyskał sławę dzięki piosence "Vem Ni Mim Dodge RAM" nagranej w duecie z Gusttavo Lima (w październiku 2011). Uczestnik tzw. "Villa Mix" z koncertami takich wokalistów jak: Gusttavo Lima, Jorge & Mateus oraz Humberto & Ronaldo

## Dyskografia
- 2011 (CD): "O Cara do Arrocha"
- 2012 (DVD): "Ao Vivo em Goiânia Villa Mix 2 Edicao"
- 2013 (CD): "Israel Novaes"
- 2014 (CD/DVD): ""Israel Novaes : Ao Vivo em Goiânia"

## Rodzina
Israel jest synem Everaldo i Miriam. Ma dwójkę rodzeństwa - brata Isaaca oraz siostrę Kezię. Kezia jest mężatką i ma dwójkę dzieci - syna Benhura (Bena) i córkę Tirzah. 

## Życie prywatne
Israel wielokrotnie powtarza, że pomimo pogłosek w mediach na temat jego domniemanych licznych związków, nadal jest singlem. Uważa, że poznanie odpowiedniej kobiety wymaga czasu, a na daną chwilę właśnie tego mu brakuje.  

### Ogólne
W ciągu jednego roku dał koncerty we wszystkich stanach Brazylii. Zyskał fanów nie tylko w swojej ojczyźnie, ale też poza jej granicami. Nagrał też wiele duetów z takimi wokalistami jak: Mauricio & Eduardo ("Eu vou pegar Voce"), Lucas & Diogo ("Tomara que caia"), Kacamba ("Tira o Sapato"), Ze Ricardo e Thiago ("Sinal Disfarcado"). 
W swoim kraju jest znany również z takich piosenek jak: "Descontrolada", "Beijo Meu" , "Depende", "Marrom bombom", "Espelho" czy "Morena Poema". Ostatnio zaśpiewał w duecie z Matheus'em Fernandes'em piosenkę "Spring Break". 25 października 2013 r. w miejscowości Goiânia podczas "Villa Mix" zostało nagrane nowe DVD z udziałem takich wykonawców jak: Jorge & Mateus, Naldo Benny, Gusttavo Lima, Psirico, Matheus e Kauan, César Menotti & Fabiano.